# 柿澤弘治
柿澤 弘治（かきざわ こうじ、1933年〈昭和8年〉11月26日 - 2009年〈平成21年〉1月27日）は、日本の政治家、大蔵官僚。位階は従三位、勲章は旭日大綬章。衆議院議員（7期）、参議院議員（1期）、外務大臣（第117代）、自由党党首、自由連合代表を歴任。長男は元衆議院議員の柿沢未途。

## 来歴
東京府東京市日本橋区小伝馬町（現東京都中央区日本橋小伝馬町）に柿澤常次郎の子として生まれる。生家は江戸時代創業の葛籠屋「柿澤常次郎商店」。東京都立両国高等学校、東京大学経済学部経済学科卒業。1958年、大蔵省（現財務省）に入省。本省勤務の他、外務省や経済企画庁への出向やフランス、ベルギーでの海外勤務を経験し、ベルギーに赴任中には長男の未途が誕生した。帰国後の1974年より、三木内閣で井出一太郎内閣官房長官の秘書官を務める。
1977年の第10回参議院議員通常選挙に新自由クラブ公認で東京都選挙区から立候補し、初当選した。1980年、参院議員を任期途中で辞職。第36回衆議院議員総選挙に旧東京6区（定数4）から新自由クラブ公認で立候補し、当選した（当選同期に古賀誠・平沼赳夫・太田誠一・久間章生・川崎二郎・森田一・高村正彦らがいる）。しかし、翌年新自由クラブ・社会民主連合の統一会派結成に反対し、新自由クラブを離党。1983年に自由民主党に入党し、同年の第37回衆議院議員総選挙は自民党公認で当選した。なおこの総選挙で、自民党は旧東京6区に柿澤、天野公義、山口シヅエの3人を擁立したが、当選したのは柿澤のみであった。自民党入党後は中曽根派に所属し、渡辺美智雄の側近であった。
1994年4月、首相の細川護煕が唐突に辞意を表明。後継首相の選出にあたり、新生党代表幹事の小沢一郎が自民党の渡辺美智雄の擁立に動く。柿澤は同じく渡辺の側近である太田誠一、新井将敬、佐藤静雄、山本拓、米田建三の5人を率いて離党し、保守系無所属の高市早苗が加わって政策集団「リベラルズ」を旗揚げする。さらにリベラルズを母体に自由党を結成し、党首に就任する（柿澤自由党）。しかし肝心の渡辺は結局自民党離党を決断できず、小沢ら連立与党は羽田孜を擁立した。
柿澤自由党は羽田内閣に参加し、柿澤は外務大臣に就任する。これは、小沢による自民党議員への揺さぶりであった。しかし、日本社会党の連立離脱により羽田内閣は少数与党政権に転落し、自民党から提出された内閣不信任決議案の採決の直前に羽田が退陣を表明。自民・社会・新党さきがけ3党は日本社会党委員長の村山富市を首班候補に擁立する方向で調整を進め、これに対し旧連立与党は自民党を離党した海部俊樹を擁立するも、海部は僅差で村山に敗れ、村山内閣が発足。同年7月、自由党や高志会が結集し、海部を代表に自由改革連合が結成される。自由改革連合は新生党、公明党、民社党、日本新党等の旧連立与党グループに合流し、同年12月に新進党を結党。海部が初代新進党党首に就任する。しかし柿澤、佐藤の2人は新進党には合流せず徳田虎雄率いる自由連合に入党。後に自民党に復党した。自民党復党後は高校時代の同級生である島村宜伸が所属していた中曽根派に入会するが、1998年、山崎派の旗揚げに参加する。
1999年、東京都知事選挙への立候補を自民党から打診され承諾。ところが、この後現職の青島幸男が不出馬を表明したため自民が内定を反故にし、元国際連合事務次長の明石康の推薦を決定する。柿澤はこれに強く反発し、衆議院議員を辞職して立候補を強行。これに幹事長の森喜朗が激怒し除名を決定。柿澤は自民党を除名されたため、選挙中は自民党を一時的に離党した鯨岡兵輔や飯島愛、雨宮処凛らの応援を受けた他、妻の映子がマスコミの前に登場して悲壮感をアピールする選挙戦を展開した。公示日の直前になって唐突に出馬を表明した石原慎太郎や、民主党を離党して立候補した鳩山邦夫、明石、舛添要一ら保守系候補が乱立したため票が分散し、得票数6位で落選するが、供託金の没収は免れた。
都知事選落選後、当初は国政へは戻らない意向を表明していたが、2000年の第42回衆議院議員総選挙に東京15区から無所属で立候補し、自民党の木村勉、民主党の馬渡龍治、自由党の東祥三らを破り、当選。その後、無所属の会に入党した（無所属のままでは政党交付金や企業・団体献金を受け取れないため）。しかし2003年の第43回衆議院議員総選挙では木村、東に次ぐ3位で落選し、政界引退を表明した。柿澤が国政選挙で落選したのは、初出馬以来この時が初めてだった。
引退後は柿澤総合政策研究所を設立し会長。 更に東海大学平和戦略国際研究所教授に就任。執筆・講演活動などを行う。
2003年、現役時に休暇を過ごしていた山梨県北巨摩郡長坂町（現北杜市長坂町）に居を移し、八ヶ岳山麓の活性化を目指す民間の地域振興組織「八ヶ岳連邦共和国」及び「八ヶ岳南麓風景街道の会」を設立し、代表に就任する。2004年4月、旭日大綬章を受章。2007年2月、山梨県知事横内正明により新設された知事特別顧問（非常勤）に招聘され、同年4月就任したが、体調不良を理由に2008年3月をもって辞任した。このほか、日本ソムリエ協会名誉ソムリエや日本ホスピタリティ推進協会理事長、東京都ユースホステル協会会長を務めていた。
2009年1月27日、食道がんのため東京都内の病院で死去。75歳没。従三位が追叙された。

## 人物
- 大蔵官僚出身の経歴を持ちエリート視されがちであったが、下町の零細商店主の家に生まれ育ち、東京大空襲の際には焼け出され、幼少期には苦労もあった。
- 初当選以来「新保守主義」・「改革派」政治家・「都市」政治家を標榜していたが、政党・自民党の派閥を渡り歩き、自らも政党を結党したりした。
- 「下町のケネディ」や自らの名前にちなんだ「早く芽を出せ柿のタネ」等のキャッチフレーズを用い、白のスーツを着用し、選挙区内を流れる江戸川でモーターボートを走らせながら演説をする等、ユニークな選挙戦術を採っていた[6]。
- 英語、フランス語が堪能。大蔵官僚時代にフランスに駐在していた頃からジャック・ルネ・シラク（のちフランス大統領）に知己があり、政界入りした後は政界随一の「国際派」を自認していたが、離党や復党を繰り返したためにポストを得られず、外務大臣に任命された羽田内閣も短命に終わったため、その語学や人脈は生かせないままであった。
- 羽田内閣で外務大臣に任命された際、認証式の後に首相官邸で行われる記念撮影で、雛壇の最前列に並ぶために無理やり割り込もうとする映像が「ブロードキャスター」で取り上げられた。
- 国会議員時代に世界連邦運動を推進する団体である世界連邦日本国会委員会の第9代事務総長を務めていた。
- 1990年（平成2年）7月17日放送のテレビ番組『笑っていいとも!』の「テレフォンショッキング」に西城秀樹からの紹介で出演したことがある。
- 作家の半村良とは高校時代の同級生であり、晩年まで交遊があった。もっとも、半村は作品中で財界批判や軍隊批判を繰り返すかなり先鋭的な反体制派であり、政治的な支援は受けていない。

## 著書

### 単著
- 『霞ヶ関3丁目の大蔵官僚は、メガネをかけたドブネズミといわれる挫折感に悩む凄いエリートたちから』学陽書房
- 『永田町一丁目の国会議員は陣ガサをかぶったタヌキといわれる“毎日が選挙戦”に苦しむあわれな選良たち』 学陽書房 1979年1月 ISBN 4-313-83013-8
- 『永田町の熱い7日間 昭和55年暮、政界に大分裂の嵐が襲った』学陽書房 1979年9月 ISBN 9784492220412
- 『都市国家日本の提言 農本主義政治への挑戦』東洋経済新報社 1982年5月 ISBN 9784492220412
- 『永田町おもしろ情報決定版! 代議士選びに10倍参加したくなる本』学陽書房 1983年5月 ISBN 431383009X
- 『東京ビッグバン 首都の再生こそが日本の危機を救う！』ダイヤモンド社 1999年2月 ISBN 4478180210
- 『ボクの再出発　政治を変えたい！！日本を救いたい！！』扶桑社 2000年3月 ISBN 4594028659

### 共著
- 渡辺美智雄、柿澤弘治、伊吹文明『新保守革命』ネスコ、1994年4月19日。ISBN 9784890368709。

### 論文
- 『21世紀における国際統合とアジア「アジアは一つ」、いまこそ』（『東アジアに「共同体」はできるか 分析と資料』 - 東海大学平和戦略国際研究所編、社会評論社 ISBN 4784513191 所収）

### 共訳
- 『スマート・ビルディング インテリジェント・ビルの最新概念と事例集』 ディーン・シュワンケ編 日経マグロウヒル社 1986年8月 ISBN 4822270289

## 家族・親族
- 妻の映子は元日本銀行副総裁・河野通一の娘で、緑内障フレンド・ネットワーク代表。また、映子の母・誠子は日本人で初めてノーベル賞を受賞した物理学者・湯川秀樹の従妹にあたる。元首相の森喜朗は遠い親戚にあたる。
- 長男の柿沢未途は元衆議院議員（元東京都議会議員）。

## 系譜
柿澤家
```
　　　　　　　　　　　　　　河野通一
　　　　　　　　　　　　　　　 ┃
　　　　　　　　　　　　　　　 ┣━━━映子
　　　　　　　　　　　　　　　 ┃　　　　┃━━━柿沢未途
　　　　　　　　阪田八十郎　┏誠子　　柿澤弘治　　　┃
　　　　　　　　　　┃　　  ┃　　　　　　　　　　　幸絵
　　　　　　　　　　┣━━━╋阪田泰二
　　　　　　　　　　┃　　  ┃
　　　　　　　　　┏よね　　┗阪田英一
      小川駒橘━━┫　　　　
　　　　　　　　　┗小雪
　　　　　　　　　　┃
　　　　　　　　　　┣━━━━湯川秀樹
　　　　　　　　　　┃
　　　　　　　　小川琢治

```

## 同期入省
同期入省は大野功統（元防衛庁長官）、尾崎護（元国民生活金融公庫総裁、元大蔵事務次官、元国税庁長官）、角谷正彦（元国税庁長官）、冨金原俊二（元経済企画事務次官）、安原正（元環境事務次官）ら。